# Cretophengodes azari
Cretophengodes azari — викопний вид жуків, єдиний у родині Cretophengodidae з підряду всеїдних жуків (Polyphaga). Існував у пізній крейді (99 млн років тому). Виявлений у бірманському бурштині. Відкритий у 2021 році. Описаний командою китайських і чеських науковців. Названий на честь ліванського палеоентомолога Дані Азара.

## Опис
Дрібний жук завдовжки 7,3 мм. Вусики гребінчасті, 12-членикові. Очі великі, сильно виступаючі. Всі лапки пятічленикові. На 1-3 вентрітах черевця розташована світла пляма, яка, наймовірніше, є біолюмінесцентним органом. Таким чином, це найдавніший відомий вид комах, здатних до люмінесценції.